# Championnats du monde juniors d'athlétisme 2018
Navigation
Édition précédente Édition suivante
La 17e édition des Championnats du monde d'athlétisme juniors se déroule à Tampere, en Finlande, en juillet 2018.
Les Championnats du monde U20 de l'IAAF - Tampere 2018, selon leur nom officiel, durent 6 jours et rassemblent des athlètes de 156 fédérations. Seules les éditions de 2012 à Barcelone et de 2016 à Bydgoszcz ont été plus importantes en termes de participation.
Seule ville à être candidate, le Conseil de l'IAAF choisit Tampere lors de sa réunion du 26 au 27 novembre 2015 à Monaco.

## Résultats

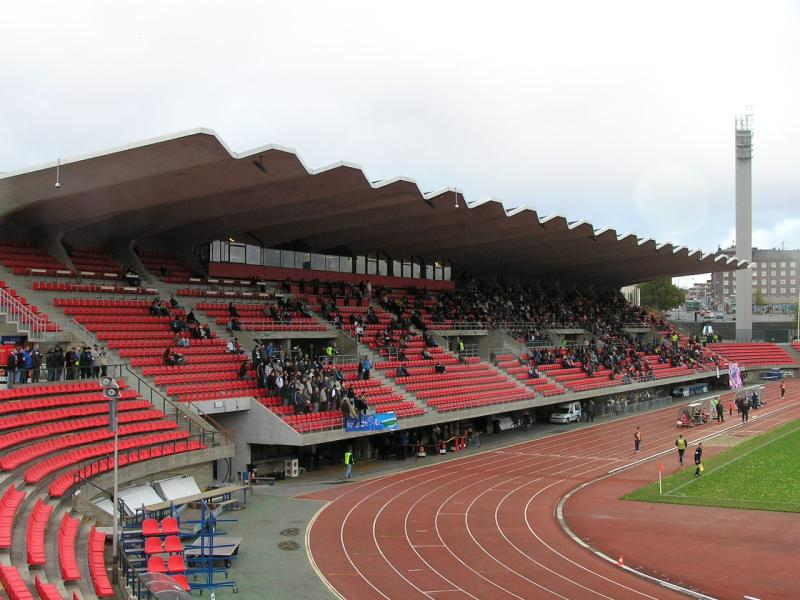
Stade de Tampere.

Neuf records des Championnats sont battus — dont celui du 100 m féminin par Twanisha Terry en 11 s 03 (réalisé en demi-finale). Sont également établies 16 meilleures performances mondiales juniors ainsi que 12 records continentaux juniors. Les États-Unis doivent attendre la dernière épreuve du 5e jour des compétitions pour remporter un titre et échouent à remporter leur épreuve favorite, le relais 4 x 400 m, qui échoit, pour la première fois en 17 éditions, à une équipe européenne. Bien que les Américains restent premiers au classement par placement des finalistes, avec un total de 155 points, c'est le Kenya qui remporte pour la 3e fois le tableau des médailles avec un total de 6 titres (mais 122 points), devant la Jamaïque, 4 titres et 12 médailles, son propre record.

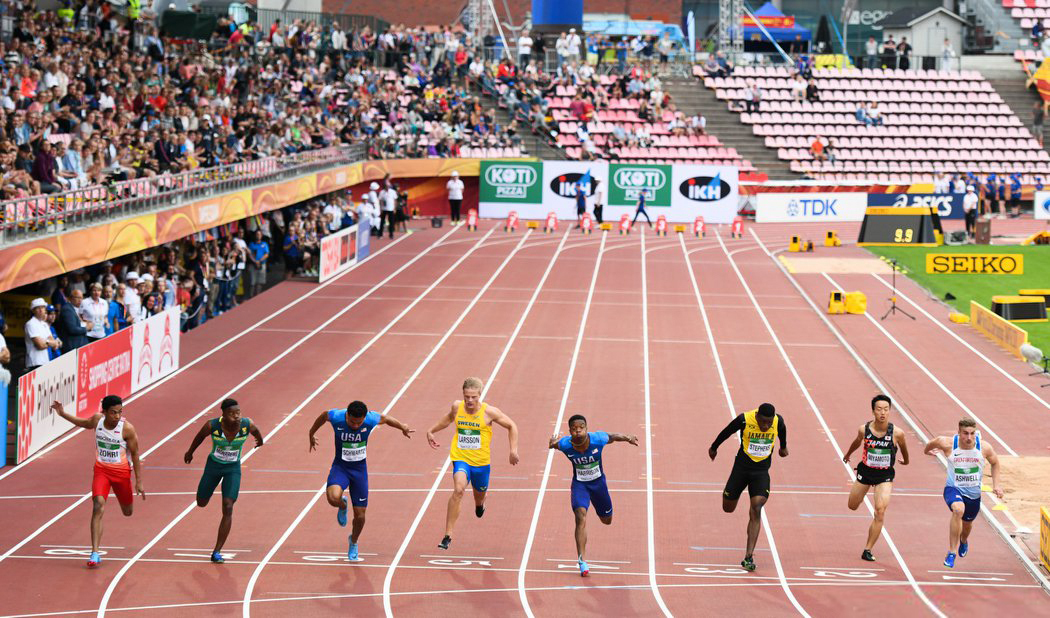
Arrivée de la finale du 100 m Messieurs.

### Hommes
| Épreuves | Or | Argent | Bronze |
| --- | --- | --- | --- |
| 100 m (+ 1,2 m/s) | Lalu Muhammad Zohri 10 s 18 (NU20R) | Anthony Schwartz 10 s 22                                                                                                | Eric Harrison 10 s 22 (PB)                                                                                    |
| 200 m (– 0,1 m/s) | Jona Efoloko 20 s 48 (PB) | Charles Dobson 20 s 57                                                                                                  | Eric Harrison 20 s 79                                                                                         |
| 400 m | Jonathan Sacoor 45 s 03 (NU20R) | Christopher Taylor 45 s 38                                                                                              | Chantz Sawyers 45 s 89                                                                                        |
| 800 m | Solomon Lekuta 1 min 46 s 35 | Ngeno Kipngetich 1 min 46 s 45 (PB)                                                                                     | Eliott Crestan 1 min 47 s 27                                                                                  |
| 1 500 m | George Manangoi 3 min 41 s 71 | Jakob Ingebrigtsen 3 min 41 s 89                                                                                        | Justus Soget 3 min 42 s 14                                                                                    |
| 5 000 m | Edward Zakayo 13 min 20 s 16 | Stanley Waithaka 13 min 20 s 57                                                                                         | Jakob Ingebrigtsen 13 min 20 s 78 (AU20R)                                                                     |
| 10 000 m | Rhonex Kipruto 27 min 21 s 08 (CR, PB) | Jacob Kiplimo 27 min 40 s 36                                                                                            | Berihu Aregawi 27 min 48 s 41 (PB)                                                                            |
| 110 m haies 99 cm (+ 0,3 m/s) | Damion Thomas 13 s 16 | Orlando Bennett 13 s 33                                                                                                 | Shunsuke Izumiya 13 s 38 (PB)                                                                                 |
| 400 m haies | Sokwakhana Zazini 49 s 42 | Bassem Hemeida 49 s 59 (PB)                                                                                             | Alison dos Santos 49 s 78 (PB)                                                                                |
| 3 000 m steeple | Takele Nigate 8 min 25 s 35 (SB) | Leonard Bett 8 min 25 s 39                                                                                              | Getnet Wale 8 min 26 s 16 (SB)                                                                                |
| 10 000 m marche | Zhang Yao 40 min 32 s 06 (PB) | David Hurtado 40 min 32 s 06 (PB)                                                                                       | José Ortiz 40 min 45 s 26 (PB)                                                                                |
| 4 × 100 m | États-Unis Eric Harrison Anthony Schwartz Austin Kratz Micah Williams 38 s 88 (WU20L) Participation aux séries : Joseph Anderson Jared Hayes | Jamaïque Xavier Nairne Christopher Taylor Jhevaughn Matherson Michael Stephens 38 s 96 (NU20R) Orlando Bennett 0        | Allemagne Lucas Ansah-Peprah Marvin Schulte Milo Skupin-Alfa Luis Brandner 39 s 22 0                          |
| 4 × 400 m | Italie Klaudio Gjetja Andrea Romani Alessandro Sibilio Edoardo Scotti 3 min 4 s 05 (WU20L, AU20R) Participation aux séries : Lorenzo Benati  | États-Unis Elija Godwin Nicholas Ramey Justin Robinson Howard Fields 3 min 5 s 26 (SB) Matthew Boling Umajesty Williams | Royaume-Uni Alex Haydock-Wilson Joseph Brier Alastair Chalmers Alex Knibbs 3 min 5 s 64 (SB) Ellis Greatrex 0 |
| Saut en hauteur | Adónios Mérlos (PB) Roberto Vílches 2,23 m                                                                                                   | non décernée | JuVaughn Blake (PB) Breyton Poole (SB) 2,23 m                                                                 |
| Saut à la perche | Armand Duplantis 5,82 m (CR) | Zachery Bradford 5,55 m (PB)                                                                                            | Masaki Ejima 5,55 m (SB)                                                                                      |
| Saut en longueur | Yūki Hashioka 8,03 m (+ 0,9 m/s) | Maikel Vidal 7,99 m (+ 0,9 m/s)                                                                                         | Wayne Pinnock 7,90 m (- 0,1 m/s)                                                                              |
| Triple saut | Jordan Díaz 17,15 m (- 0,4 m/s, CR) | Martin Lamou 16,44 m (+ 0,6 m/s)                                                                                        | Jonathan Seremes 16,18 m (+ 1,9 m/s, PB)                                                                      |
| Lancer du poids 6 kg | Kyle Blignaut 22,07 m (WJL, AJR) | Adrian Piperi 22,06 m (AJR)                                                                                             | Odisséas Mouzenídis 21,07 m (NJR)                                                                             |
| Lancer du disque 1,750 kg | Kai Chang 62,36 m (PB) | Yauheni Bahutski 61,75 m                                                                                                | Claudio Romero 60,81 m (SB)                                                                                   |
| Lancer du marteau 6 kg | Jake Norris 80,65 m (NU20R) | Mykhaylo Kokhan 79,68 m (PB)                                                                                            | Mykhaylo Havryliuk 77,71 m (PB)                                                                               |
| Lancer du javelot | Nash Lowis 75,31 m (PB) | Tzuriel Pedigo 73,76 m (PB)                                                                                             | Maurice Voigt 73,44 m (PB)                                                                                    |
| Décathlon | Ashley Moloney 8 190 pts (CR) | Gary Hassbroek 7 798 pts (PB)                                                                                           | Simon Ehammer 7 642 pts (PB)                                                                                  |
| Records et Performances - AR : Record continental (area record) - CR : Record des championnats (championship record) - MR : Record du meeting (meet record) - NR : Record national (national record) - OR : Record olympique (olympic record) - PR : Record paralympique (paralympic record) - PB : Record personnel (personal best) - SB : Meilleure performance personnelle de la saison (season's best) - WL : Meilleure performance mondiale de l'année (world leader) - WJR : Record du monde junior (world junior record) - WR : Record du monde (world record) Circonstances et Conditions - DNF : N'a pas terminé (did not finish) - DNS : N'a pas pris le départ (did not start) - DQ : Disqualification (disqualification) - NM : Aucun essai valable enregistré (No Mark) - Q : Qualifié « directement » au prochain tour (ou à la prochaine compétition), lors d'une compétition majeure, grâce au classement ou à la réalisation des minima (automatic qualifier) - q : Qualifié au prochain tour (ou à la prochaine compétition), lors d'une compétition majeure, grâce au repêchage ou à la réalisation de l'une des meilleures performances parmi celles des « non qualifiés directement » (grâce au meilleur temps ou à la meilleure distance par exemple) (secondary qualifier) | | | |

### Femmes

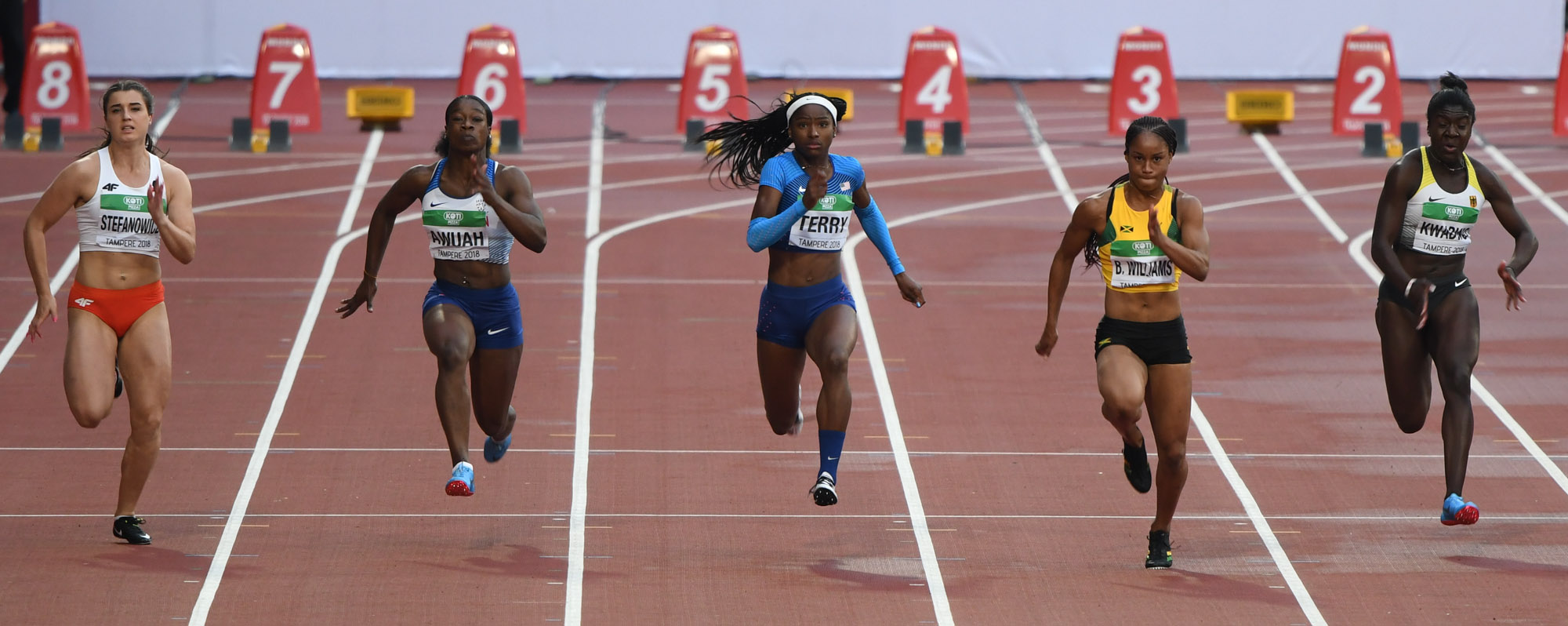
Arrivée du 100 m féminin.

| Épreuves | Or                                                                                        | Argent                                                                                | Bronze                                                                                        |
| --- | ----------------------------------------------------------------------------------------- | ------------------------------------------------------------------------------------- | --------------------------------------------------------------------------------------------- |
| 100 m | Briana Williams 11 s 16                                                                   | Twanisha Terry 11 s 19                                                                | Kristal Awuah 11 s 37                                                                         |
| 200 m | Briana Williams 22 s 50 (CR)                                                              | Lauren Rain Williams 23 s 09                                                          | Martyna Kotwiła 23 s 21 (NU20R)                                                               |
| 400 m | Hima Das 51 s 46                                                                          | Andrea Miklós 52 s 07 (PB)                                                            | Taylor Manson 52 s 28                                                                         |
| 800 m | Diribe Welteji 1 min 59 s 74 (CR)                                                         | Carley Thomas 2 min 1 s 13 (PB)                                                       | Delia Sclabas 2 min 1 s 29 (NU20R)                                                            |
| 1 500 m | Alemaz Samuel 4 min 9 s 67                                                                | Miriam Cherop 4 min 10 s 73                                                           | Delia Sclabas 4 min 11 s 98                                                                   |
| 3 000 m | Nozomi Tanaka 8 min 54 s 01 (PB)                                                          | Meselu Berhe 8 min 56 s 39 (PB)                                                       | Tsigie Gebreselama 8 min 59 s 20 (PB)                                                         |
| 5 000 m | Beatrice Chebet 15 min 30 s 77 (PB)                                                       | Ejgayehu Taye 15 min 30 s 87 (PB)                                                     | Girmawit Gebrzihair 15 min 34 s 01 (PB)                                                       |
| 3 000 m steeple | Celliphine Chespol 9 min 12 s 78 (CR)                                                     | Peruth Chemutai 9 min 18 s 87                                                         | Winfred Mutile Yavi 9 min 23 s 47                                                             |
| 100 m haies | Tia Jones 13 s 01                                                                         | Britany Anderson 13 s 01 (PB)                                                         | Cortney Jones 13 s 19                                                                         |
| 400 m haies | Zenéy van der Walt 55 s 34                                                                | Shiann Salmon 56 s 11                                                                 | Yasmin Giger 56 s 98 (SB)                                                                     |
| 4 × 100 m | Allemagne Victoria Dönicke Corinna Schwab Sophia Junk Denise Uphoff 43 s 82               | Irlande Molly Scott Gina Akpe-Moses Ciara Neville Patience Jumbo-Gula 43 s 90 (NU20R) | Royaume-Uni Kristal Awuah Alisha Rees Georgina Adam Ebony Carr 44 s 05 (SB)                   |
| 4 × 400 m | États-Unis Symone Mason Shae Anderson Julia Madubuike Taylor Manson 3 min 28 s 74 (WU20L) | Australie Ella Connolly Cara Jardine Jemima Russell Carley Thomas 3 min 31 s 36 (SB)  | Jamaïque Janielle Josephs Stacey-Ann Williams Shiann Salmon Calisha Taylor 3 min 31 s 90 (SB) |
| 10 000 m marche | Alegna González 44 min 13 s 88 (WU20L)                                                    | Meryem Bekmez 44 min 17 s 69 (NU20R)                                                  | Glenda Morejón 44 min 19 s 40 (AU20R)                                                         |
| Saut en hauteur | Karyna Taranda 1,92 m (NU20R)                                                             | Sommer Lecky 1,90 m (NU20R)                                                           | María Fernanda Murillo 1,90 m (AU20R)                                                         |
| Saut à la perche | Amálie Švábíková 4,51 m (NU20R)                                                           | Lisa Gunnarsson 4,35 m                                                                | Alice Moindrot 4,35 m                                                                         |
| Saut en longueur | Lea-Jasmine Riecke 6,51 m (+ 0,4 m/s) (PB)                                                | Ayaka Kōra 6,37 m (+ 1,2 m/s)                                                         | Tara Davis 6,36 m (0,0 m/s)                                                                   |
| Triple saut | Aleksandra Nacheva 14,18 m (WU20L, PB)                                                    | Mirieli Santos 13,81 m (PB)                                                           | Davisleydi Velazco 13,78 m                                                                    |
| Lancer du poids | Madison-Lee Wesche 17,09 m (PB)                                                           | Zhang Linru 17,05 m                                                                   | Jorinde van Klinken 17,05 m                                                                   |
| Lancer du disque | Alexandra Emilianov 57,89 m                                                               | Helena Leveelahti 56,80 m (NU20R)                                                     | Silinda Morales 55,37 m (PB)                                                                  |
| Lancer du marteau | Camryn Rogers 64,90 m                                                                     | Alyssa Wilson 64,45 m                                                                 | Yaritza Martínez 63,82 m                                                                      |
| Lancer du javelot | Alina Shukh 55,95 m (SB)                                                                  | Tomoka Kuwazoe 55,66 m                                                                | Dana Baker 55,04 m (PB)                                                                       |
| Heptathlon | Niamh Emerson 6 253 pts (WU20L)                                                           | Sarah Lagger 6 225 pts (NU20R)                                                        | Adrianna Sułek 5 939 pts (NU20R)                                                              |
| Records et Performances - AR : Record continental (area record) - CR : Record des championnats (championship record) - MR : Record du meeting (meet record) - NR : Record national (national record) - OR : Record olympique (olympic record) - PR : Record paralympique (paralympic record) - PB : Record personnel (personal best) - SB : Meilleure performance personnelle de la saison (season's best) - WL : Meilleure performance mondiale de l'année (world leader) - WJR : Record du monde junior (world junior record) - WR : Record du monde (world record) Circonstances et Conditions - DNF : N'a pas terminé (did not finish) - DNS : N'a pas pris le départ (did not start) - DQ : Disqualification (disqualification) - NM : Aucun essai valable enregistré (No Mark) - Q : Qualifié « directement » au prochain tour (ou à la prochaine compétition), lors d'une compétition majeure, grâce au classement ou à la réalisation des minima (automatic qualifier) - q : Qualifié au prochain tour (ou à la prochaine compétition), lors d'une compétition majeure, grâce au repêchage ou à la réalisation de l'une des meilleures performances parmi celles des « non qualifiés directement » (grâce au meilleur temps ou à la meilleure distance par exemple) (secondary qualifier) |                                                                                           |                                                                                       |                                                                                               |

## Tableau des médailles et placements

### Tableau des médailles
- Classement final[31]

| Rang  | Nation           | Or | Argent | Bronze | Total |
| ----- | ---------------- | -- | ------ | ------ | ----- |
| 1     | Kenya            | 6  | 4      | 1      | 11    |
| 2     | Jamaïque         | 4  | 5      | 3      | 12    |
| 3     | États-Unis       | 3  | 8      | 7      | 18    |
| 4     | Éthiopie         | 3  | 2      | 4      | 9     |
| 5     | Grande-Bretagne  | 3  | 1      | 3      | 7     |
| 6     | Afrique du Sud   | 3  | 0      | 1      | 4     |
| 7     | Australie        | 2  | 3      | 0      | 5     |
| 8     | Japon            | 2  | 2      | 2      | 6     |
| 9     | Allemagne        | 2  | 0      | 2      | 4     |
| 10    | Mexique          | 2  | 0      | 0      | 2     |
| 11    | Cuba             | 1  | 1      | 3      | 5     |
| 12    | Ukraine          | 1  | 1      | 1      | 3     |
| 13    | Biélorussie      | 1  | 1      | 0      | 2     |
| 13    | Chine            | 1  | 1      | 0      | 2     |
| 13    | Suède            | 1  | 1      | 0      | 2     |
| 16    | Grèce            | 1  | 0      | 1      | 2     |
| 16    | Belgique         | 1  | 0      | 1      | 2     |
| 18    | Bulgarie         | 1  | 0      | 0      | 1     |
| 18    | Canada           | 1  | 0      | 0      | 1     |
| 18    | Tchéquie         | 1  | 0      | 0      | 1     |
| 18    | Inde             | 1  | 0      | 0      | 1     |
| 18    | Indonésie        | 1  | 0      | 0      | 1     |
| 18    | Italie           | 1  | 0      | 0      | 1     |
| 18    | Moldavie         | 1  | 0      | 0      | 1     |
| 18    | Nouvelle-Zélande | 1  | 0      | 0      | 1     |
| 26    | Irlande          | 0  | 2      | 0      | 2     |
| 26    | Ouganda          | 0  | 2      | 0      | 2     |
| 28    | France           | 0  | 1      | 2      | 3     |
| 29    | Brésil           | 0  | 1      | 1      | 2     |
| 29    | Équateur         | 0  | 1      | 1      | 2     |
| 29    | Norvège          | 0  | 1      | 1      | 2     |
| 32    | Autriche         | 0  | 1      | 0      | 1     |
| 32    | Finlande         | 0  | 1      | 0      | 1     |
| 32    | Qatar            | 0  | 1      | 0      | 1     |
| 32    | Roumanie         | 0  | 1      | 0      | 1     |
| 32    | Turquie          | 0  | 1      | 0      | 1     |
| 37    | Suisse           | 0  | 0      | 4      | 4     |
| 38    | Pologne          | 0  | 0      | 2      | 2     |
| 39    | Bahreïn          | 0  | 0      | 1      | 1     |
| 39    | Chili            | 0  | 0      | 1      | 1     |
| 39    | Colombie         | 0  | 0      | 1      | 1     |
| 39    | Guatemala        | 0  | 0      | 1      | 1     |
| 39    | Pays-Bas         | 0  | 0      | 1      | 1     |
| Total | Total            | 45 | 43     | 45     | 133   |

### Finalistes
Le classement suivant est établi par l'IAAF en attribuant des points en fonction des places de finalistes (8 points pour une première place, 7 points pour une deuxième place et ainsi de suite jusqu'à la huitième place avec un point).
| Place | Pays                   | 1 | 2 | 3 | 4 | 5 | 6 | 7 | 8 | Points |
| ----- | ---------------------- | - | - | - | - | - | - | - | - | ------ |
| 1     | États-Unis             | 3 | 8 | 7 | 0 | 1 | 5 | 6 | 2 | 155    |
| 2     | Kenya                  | 6 | 4 | 1 | 2 | 4 | 0 | 1 | 2 | 112    |
| 3     | Jamaïque               | 4 | 5 | 3 | 1 | 1 | 1 | 2 | 0 | 101    |
| 4     | Éthiopie               | 3 | 2 | 4 | 2 | 5 | 2 | 0 | 0 | 98     |
| 5     | Allemagne              | 2 | 0 | 2 | 5 | 3 | 2 | 3 | 3 | 80     |
| 5     | Grande-Bretagne        | 3 | 1 | 3 | 1 | 2 | 3 | 4 | 1 | 80     |
| 7     | Japon                  | 2 | 2 | 2 | 3 | 2 | 1 | 2 | 3 | 75     |
| 8     | Australie              | 2 | 3 | 0 | 2 | 3 | 2 | 3 | 0 | 71     |
| 9     | Chine                  | 1 | 1 | 0 | 3 | 2 | 5 | 2 | 0 | 57     |
| 10    | France                 | 0 | 1 | 2 | 4 | 2 | 1 | 0 | 2 | 52     |
| 11    | Cuba                   | 1 | 1 | 3 | 2 | 1 | 0 | 0 | 0 | 47     |
| 12    | Afrique du Sud         | 3 | 0 | 1 | 1 | 1 | 0 | 0 | 1 | 40     |
| 13    | Italie                 | 1 | 0 | 0 | 2 | 2 | 2 | 1 | 4 | 38     |
| 14    | Suisse                 | 0 | 0 | 4 | 0 | 1 | 2 | 0 | 1 | 35     |
| 15    | Ouganda                | 0 | 2 | 0 | 2 | 0 | 2 | 1 | 0 | 32     |
| 16    | Suède                  | 1 | 1 | 0 | 1 | 0 | 1 | 1 | 1 | 26     |
| 17    | Ukraine                | 1 | 1 | 1 | 0 | 0 | 1 | 0 | 1 | 25     |
| 17    | Belgique               | 1 | 0 | 1 | 1 | 1 | 0 | 0 | 2 | 25     |
| 19    | Biélorussie            | 1 | 1 | 0 | 1 | 1 | 0 | 0 | 0 | 24     |
| 19    | Pologne                | 0 | 0 | 2 | 0 | 2 | 1 | 0 | 1 | 24     |
| 21    | Inde                   | 1 | 0 | 0 | 1 | 1 | 2 | 0 | 0 | 23     |
| 21    | Brésil                 | 0 | 1 | 1 | 0 | 1 | 1 | 1 | 1 | 23     |
| 23    | Canada                 | 1 | 0 | 0 | 1 | 0 | 1 | 2 | 2 | 22     |
| 24    | Norvège                | 0 | 1 | 1 | 0 | 0 | 1 | 0 | 2 | 18     |
| 25    | Mexique                | 2 | 0 | 0 | 0 | 0 | 0 | 0 | 0 | 16     |
| 26    | Finlande               | 0 | 1 | 0 | 0 | 0 | 1 | 2 | 1 | 15     |
| 26    | Irlande                | 0 | 2 | 0 | 0 | 0 | 0 | 0 | 1 | 15     |
| 26    | Espagne                | 0 | 0 | 0 | 2 | 0 | 1 | 1 | 0 | 15     |
| 29    | Grèce                  | 1 | 0 | 1 | 0 | 0 | 0 | 0 | 0 | 14     |
| 29    | Tchéquie               | 1 | 0 | 0 | 0 | 1 | 0 | 1 | 0 | 14     |
| 29    | Nouvelle-Zélande       | 1 | 0 | 0 | 0 | 1 | 0 | 0 | 2 | 14     |
| 32    | Turquie                | 0 | 1 | 0 | 0 | 1 | 0 | 0 | 2 | 13     |
| 32    | Équateur               | 0 | 1 | 1 | 0 | 0 | 0 | 0 | 0 | 13     |
| 32    | Roumanie               | 0 | 1 | 0 | 0 | 0 | 2 | 0 | 0 | 13     |
| 35    | Qatar                  | 0 | 1 | 0 | 0 | 1 | 0 | 0 | 0 | 11     |
| 36    | Autriche               | 0 | 1 | 0 | 0 | 0 | 1 | 0 | 0 | 10     |
| 37    | Slovaquie              | 0 | 0 | 0 | 1 | 1 | 0 | 0 | 0 | 9      |
| 38    | Hongrie                | 0 | 0 | 0 | 0 | 1 | 0 | 2 | 0 | 8      |
| 38    | Pays-Bas               | 0 | 0 | 1 | 0 | 0 | 0 | 1 | 0 | 8      |
| 38    | Bulgarie               | 1 | 0 | 0 | 0 | 0 | 0 | 0 | 0 | 8      |
| 38    | Moldavie               | 1 | 0 | 0 | 0 | 0 | 0 | 0 | 0 | 8      |
| 38    | Indonésie              | 1 | 0 | 0 | 0 | 0 | 0 | 0 | 0 | 8      |
| 43    | Chili                  | 0 | 0 | 1 | 0 | 0 | 0 | 0 | 0 | 6      |
| 43    | Érythrée               | 0 | 0 | 0 | 0 | 0 | 1 | 1 | 1 | 6      |
| 43    | Guatemala              | 0 | 0 | 1 | 0 | 0 | 0 | 0 | 0 | 6      |
| 43    | Colombie               | 0 | 0 | 1 | 0 | 0 | 0 | 0 | 0 | 6      |
| 43    | Bahreïn                | 0 | 0 | 1 | 0 | 0 | 0 | 0 | 0 | 6      |
| 48    | Arménie                | 0 | 0 | 0 | 1 | 0 | 0 | 0 | 0 | 5      |
| 48    | Slovénie               | 0 | 0 | 0 | 1 | 0 | 0 | 0 | 0 | 5      |
| 48    | Portugal               | 0 | 0 | 0 | 1 | 0 | 0 | 0 | 0 | 5      |
| 51    | Lettonie               | 0 | 0 | 0 | 0 | 1 | 0 | 0 | 0 | 4      |
| 51    | Serbie                 | 0 | 0 | 0 | 0 | 0 | 1 | 0 | 1 | 4      |
| 53    | Lituanie               | 0 | 0 | 0 | 0 | 0 | 1 | 0 | 0 | 3      |
| 54    | Algérie                | 0 | 0 | 0 | 0 | 0 | 0 | 1 | 0 | 2      |
| 54    | Porto Rico             | 0 | 0 | 0 | 0 | 0 | 0 | 1 | 0 | 2      |
| 54    | Iran                   | 0 | 0 | 0 | 0 | 0 | 0 | 1 | 0 | 2      |
| 54    | Chypre                 | 0 | 0 | 0 | 0 | 0 | 0 | 1 | 0 | 2      |
| 54    | République dominicaine | 0 | 0 | 0 | 0 | 0 | 0 | 1 | 0 | 2      |
| 54    | Trinité-et-Tobago      | 0 | 0 | 0 | 0 | 0 | 0 | 1 | 0 | 2      |
| 54    | Maroc                  | 0 | 0 | 0 | 0 | 0 | 0 | 1 | 0 | 2      |
| 61    | Taïwan                 | 0 | 0 | 0 | 0 | 0 | 0 | 0 | 1 | 1      |
| 61    | Sri Lanka              | 0 | 0 | 0 | 0 | 0 | 0 | 0 | 1 | 1      |
| 61    | Barbade                | 0 | 0 | 0 | 0 | 0 | 0 | 0 | 1 | 1      |